# Levallois Sporting Club Judo
Le Levallois Sporting Club Judo est un club de judo affilié au Levallois Sporting Club. C'est un des plus grands clubs de judo français avec plus de 800 adhérents. Parmi les champions célèbres passés au club, on peut citer Teddy Riner, Gévrise Emane, Benjamin Darbelet et Priscilla Gneto.

## Histoire
L'histoire du judo levalloisien commence officiellement en 1949 avec le dépôt en préfecture des statuts du Jiu-jitsu Club de Levallois. C'est René Landra, élève de Jean de Herdt (première ceinture noire et premier champion de France), qui initie les Levalloisiens au judo. Depuis cette époque, le judo a toujours été présent à Levallois. 
En 1984, le club rejoint le Levallois Sporting Club. Très rapidement Béatrice Rodriguez, championne du monde, rejoint le LSC, et emmène dans son sillage d'autres championnes. En septembre 1989, Albert Breton, alors président du club de Villiers-le-Bel, vient à son tour à Levallois avec son chef de file Roger Vachon et de nombreux internationaux. 
Après le titre de championne de France décroché en 1987 par Aline Batailler, les judokas du LSC vont s'illustrer tant sur le plan national qu'international avec comme premier point d'orgue les titres olympiques de Catherine Fleury-Vachon à Barcelone en 1992 en -61 kg et de Marie-Claire Restoux en 1996 à Atlanta en -52 kg. Le LSC Judo a été présent dans toutes les grandes compétitions et compte dans ses rangs parmi les meilleurs judokas du monde (Teddy Riner, Gévrise Emane, Benjamin Darbelet...).
Aux Jeux olympiques d'été de 2012, les judokas levalloisiens ont ramené 4 médailles: le titre de Teddy Riner et trois de bronze de Gévrise Émane, Priscilla Gneto et Automne Pavia. 

## Judokas emblématiques
- Matthieu Bataille
- Pénélope Bonna
- Cathy Fleury
- Automne Pavia
- Stephanie Possamai
- Guillaume Darmoy
- Marie-Claire Restoux
- Shirley Elliot
- Carine Varlez
- Gella Vandecaveye
- Matthieu Dafreville
- Cyrille Maret
- Benjamin Darbelet
- Gévrise Emane
- Priscilla Gneto
- Lucie Louette
- Teddy Riner
- Alain Schmitt
- Alexandre Iddir
- Pierre Duprat
- Mehdi Benali

## Liens
- Site officiel du LSC Judo
- Site officiel du LSC